# Kazimierz Chodorowski
Kazimierz Chodorowski (ur. 3 czerwca 1924 w Krośnie, zm. 21 lutego 2006) – polski architekt i urbanista, działający głównie w Krakowie.

## Życiorys
Urodził się 3 czerwca 1924 roku w Krośnie. W 1950 roku został członkiem Krakowskiego Oddziału Stowarzyszenia Architektów Polskich. W latach 50. XX wieku dołączył do grupy która zajęła się budową nowych, wielkopłytowych bloków na osiedlu Na Wzgórzach w Krakowie. Brał także udział w budowie osiedla Jagiellońskiego, osiedle Tysiąclecia czy osiedla Kalinowego. W 1976 roku był członkiem grupy zajmującej się budową Wojewódzkiego Szpitala Specjalistycznego im. Ludwika Rydygiera w Krakowie. W latach 50. XX wieku we współpracy z Michałem Wędziagolskim, Stefanem Golonką i Anną Anlauf zaprojektował pojedynczy blok na osiedlu Centrum D w Nowej Hucie.
Został pochowany na Cmentarzu Prądnik Czerwony w Krakowie.

## Wyróżnienia i odznaczenia
W 1964 roku został odznaczony odznaką 1000-lecia Państwa Polskiego.

## Projekty
- Osiedle Centrum D[a], Kraków (lata 50. XX wieku)
- Osiedle Na Wzgórzach, Kraków (1959–1962)
- Osiedle Kalinowe, Kraków (1967–1970)
- Osiedle Jagiellońskie[a], Kraków (1969)
- Osiedle Tysiąclecia[a], Kraków (1969)
- Wojewódzki Szpital Specjalistyczny im. Ludwika Rydygiera, Kraków (1976)

Opracowano na podstawie źródła:.